# Exif
Exif (Exchangeable image file format – „Обменяем файлов формат за изображения“) е стандарт за включване на метаданни в графични и звукови файлове генерирани от цифрови фотоапарати и скенери. Стандартът е дефиниран за конкретни файлови формати, а именно – JPEG за компресирани изображения, TIFF за некомпресирани изображения и RIFF WAV за звукови файлове. Това означава, че Exif метаданни не могат да бъдат включвани във формати като JPEG 2000, PNG, GIF и др. Стандартът е създаден и развиван от японската организация JEIDA, а по-късно – от JEITA и CIPA.

## Включвани метаданни
Логически, метаданните са структурирани като двойки от етикети и съответстващите им стойности. В стандарта са дефинирани множество етикети и форма̀та на техните стойности. За данни, които не са предвидени в стандарта, може да се използва специалният етикет Maker Note („бележка на производителя“), стойността на който може да има произволен формат дефиниран от производителя.
В метаданните се включва информация от най-различен характер:
- относно фотоапарата – модел, производител, софтуер
- свойства на изображението – размери, разделителна способност, цветово пространство, ориентация и др.
- конфигурация и настройка на фотоапарата – фокусно разстояние, светкавица, време на експозиция, баланс на бялото и др.
- геолокация
- миниатюра (thumbnail) на изображението
- и много други...

### Миниатюра
За да могат бързо да бъдат преглеждани файловете съхранявани във фотоапарата е предвидена възможност за включване на предварително генерирана миниатюра в Exif метаданните. Това се налага тъй като декодирането на множество големи изображения може да отнеме значително време на системата на фотоапарата която обикновено е с доста по-малка изчислителна мощ от тази на един настолен компютър например.
Включването на миниатюра, обаче, може да доведе до нежелано разкриване на лична информация при дадени обстоятелства. Например ако се редактира изображение с вече създадена миниатюра, редактиращият софтуер би трябвало да я обнови (или изтрие). Но ако софтуерът е направен некоректно, може да остави старата миниатюра в редактираното изображение. Така, при споделяне на файла, потребителят може без да знае да сподели и миниатюрата на оригиналното изображение.

### Геолокация
Много от съвременните фотоапарати имат вграден GPS приемник и включват местоположението в Exif. Координатите могат да бъдат добавени ръчно и след заснемането на снимката като се използват данни от отделен GPS приемник или карта.
Подобно на други видове метаданни, геолокацията може да разкрие лична информация ако потребителят не знае че тя е включена във файла. Затова някои системи като Android за мобилни устройства по подразбиране не включват геолокационни данни в изображението, а при активиране на тази възможност предупреждават за възможните последствия от това.

### Ориентация на изображението
В Exif може да се включи информация за това как е ориентирано изображението. Например ако фотографът е завъртял апарата вертикално при заснемане на снимката, това може да се укаже в Exif за да се изобрази правилно снимката след това. Това може да стане ръчно чрез софтуер който може да редактира Exif данните или автоматично ако фотоапаратът има вграден акселерометър. В софтуера тази функция често се нарича lossless rotation („завъртане без загуба [на качество]“), тъй като завъртането се извършва без повторно кодиране на изображението което може да се отрази на качеството му.
По-стар или некоректен софтуер може да не чете Exif метаданните и затова да не вземе предвид указаната ориентация (ако такава има). Това може да доведе до объркване когато различни програми показват снимката в различни ориентации.

### Пример
Следва таблица с примерни стойности на някои от най-често използваните етикети:
| Етикет                    | Стойност                       |
| ------------------------- | ------------------------------ |
| Manufacturer              | CASIO                          |
| Model                     | QV-4000                        |
| Orientation (rotation)    | top – left                     |
| Software                  | Ver1.01                        |
| Date and Time             | 2003:08:11 16:45:32            |
| YCbCr Positioning         | centered                       |
| Compression               | JPEG compression               |
| x-Resolution              | 72.00                          |
| y-Resolution              | 72.00                          |
| Resolution Unit           | Inch                           |
| Exposure Time             | 1/659 sec.                     |
| FNumber                   | f/4.0                          |
| ExposureProgram           | Normal program                 |
| Exif Version              | Exif Version 2.1               |
| Date and Time (original)  | 2003:08:11 16:45:32            |
| Date and Time (digitized) | 2003:08:11 16:45:32            |
| ComponentsConfiguration   | Y Cb Cr -                      |
| Compressed Bits per Pixel | 4.01                           |
| Exposure Bias             | 0.0                            |
| MaxApertureValue          | 2.00                           |
| Metering Mode             | Pattern                        |
| Flash                     | Flash did not fire.            |
| Focal Length              | 20.1 mm                        |
| MakerNote                 | (432 байта неопределени данни) |
| FlashPixVersion           | FlashPix Version 1.0           |
| Color Space               | sRGB                           |
| PixelXDimension           | 2240                           |
| PixelYDimension           | 1680                           |
| File Source               | DSC                            |
| InteroperabilityIndex     | R98                            |
| InteroperabilityVersion   | (null)                         |